# Eremopedes californica
Eremopedes californica är en insektsart som beskrevs av Rentz, D.C.F. 1972. Eremopedes californica ingår i släktet Eremopedes och familjen vårtbitare. Inga underarter finns listade i Catalogue of Life.